# Квинт Клелий Сикул
Квинт Клелий Сикул (лат. Quintus Cloelius Siculus) — римский патриций, занимавший пост консула в 498 г. до н. э. вместе с Титом Ларцием Флавом.
Его род происходил из Альба-Лонги. Клелии прибыли в Рим во время правления Тулла Гостилия. Он стал первым консулом среди своего рода.
В 498 г. до н. э. он был избран консулом вместе с Титом Ларцием Флавом, который стал консулом во второй раз.
По словам Дионисия Галикарнасского, Клелий провозгласил своего коллегу Ларция диктатором из-за его стремления воевать с латинянами. Тит Ливий, однако, утверждает, что Ларций стал диктатором за три года до консульства Клелия.